# Communicationssprache

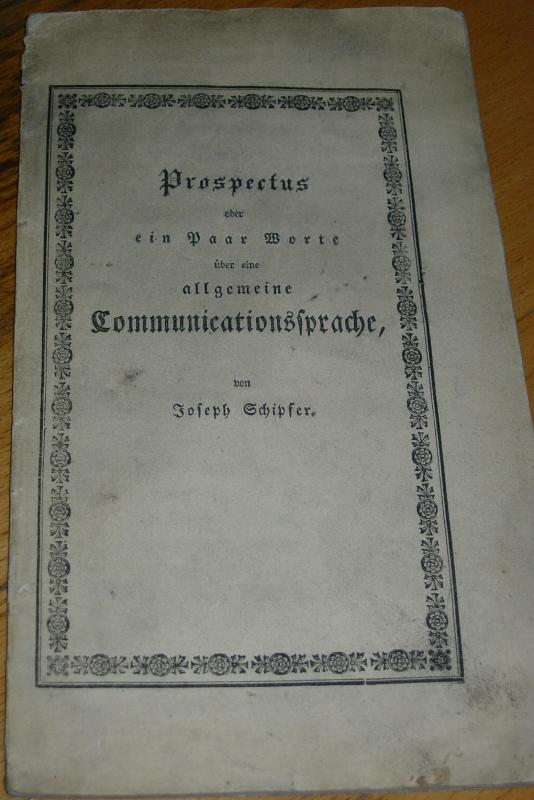
Joseph Schipfers publikation av communicationssprache.

Communicationssprache, också känt som Universal Glot, Weltsprache, och Komuniklingvo, är ett av de första internationella hjälpspråken. Det var skapat av Joseph Schipfer och först publicerat år 1839 i Wiesbaden.  

## Tillkomst
Communicationssprache skapades under framkomsten av ånglok och ångbåtar då Schipfer ansåg att denna nya färdmetod krävde ett nytt, internationellt språk för att underlätta kommunikation mellan alla människor som skulle resa med dessa “nya färdsätt” mellan länderna i Europa, följaktligen namnet “Communicationssprache”. Franskan sågs på den tiden som tidens “världsspråk”, vilket förklarar communicationsspraches mestadels franska ordförråd. 

## Grammatik
Språket delar många likheter med fransk och tysk grammatik, till stor del för att Schipfer själv var tysk, sedan för att franska sågs, som tidigare nämnt, som ett världsspråk. En stor del av ordförrådet är franska ord med ändrad stavning för att bättre passa communicationsspraches egen fonologi. 
Några av dess egenskaper är följande:
- Inga artiklar
- Oföränderliga adjektiv
- Komparativ är -ior och superlativ är -iost
- Adverb formas genom att lägga till -ly i slutet av adjektivet
- Possessiva pronomina slutar på -a
- Infinitiv slutar på -er
- Alla substantiv inleds med versal

## Exempel

### Fader vår
Pater noster:
No Pera, wia ete Cielu
ta Noma sanctiferii;
ta Royoma Ais arrivii;
ta volonta färerii
com Cielu änsi Terru.
Donne Ais noa Päno quotidien;
pardonne Ais noa offansos,
com pardonnas Aos offanding;
non permette que succombias tantationi;
mä delivre Aos malu.

### Räkneord från 1 till 10
| 1   | 2   | 3    | 4      | 5     | 6     | 7     | 8    | 9    | 10  |
| una | dua | tria | quatra | quina | sesta | setta | otta | nona | dia |
| --- | --- | ---- | ------ | ----- | ----- | ----- | ---- | ---- | --- |